# Condado de Hardin (Kentucky)
O Condado de Hardin é um dos 120 condados do Estado americano de Kentucky. A sede do condado é Elizabethtown, e sua maior cidade é Elizabethtown. O condado possui uma área de 1,631 km² (dos quais 5 km² estão cobertos por água), uma população de 94 174 habitantes, e uma densidade populacional de 58 hab/km² (segundo o censo nacional de 2000). O condado foi fundado em 1793.